# Open NAND Flash Interface
Open NAND Flash Interface (сокращённо ONFI) — консорциум технологических компаний, занимающийся разработкой открытых стандартов на микросхемы NAND-флеш. Создание ONFI было анонсировано на Intel Developer Forum в марте 2006 года.
Консорциум не занимается разработкой стандартов на карты памяти, применяемые в потребительской электронике. Вместо этого, деятельность ONFI сосредоточена в области стандартизации низкоуровневых интерфейсов для микросхем NAND-флеш, которые являются одними из самых популярных СБИС для реализации перепрограммируемого ПЗУ в современной компьютерной технике.

## История
С середины 2004 года, ведущие игроки рынка SSD начинают формирование консорциума, задачей которого является выработка совокупности открытых стандартов интерфейсов низкоуровневого доступа к массивам NAND флеш-памяти. Рабочая группа альянса, получившая название ONFI (Open NAND Flash Interface), была представлена весной 2006 года на Intel Developer Forum, основная задача которой, выработка общих решений архитектуры систем хранения на базе NAND флеш-памяти. Основателями консорциума стали: Hynix Semiconductor, Intel Corporation, Micron Technology, Phison Electronics Corporation и Sony Corporation.

## Участники
Компании консорциума, принимавшие участие в разработке спецификаций ONFI:
- Intel Corporation
- Micron Technology
- Numonyx
- Phison Electronics Corporation
- SanDisk Corporation
- SK Hynix (ранее Hynix Semiconductor)
- Sony Corporation
- Spansion[англ.]
- STMicroelectronics

На 2017 год, рабочая группа альянса включает в свой состав более 80 компаний, связанных с производством модулей NAND флеш-памяти и SSD-накопителей.

## Спецификации
Принятые стандарты ONFI:
- 1.0 (2006) — описывает типовую организацию и стандартизацию системы команд контроллера накопителя на базе NAND флеш-памяти. Поддержка интерфейса ввода-вывода пропускной способностью 50 Мбит/с[3].
- 2.0 (2008); 2.1 и 2.2 (2009) — стандартизация технологии соединения LUN NAND флеш-памяти в блоки и определения абстракции блочного устройства хранения на базе NAND флеш. За счет разработки многоканального подключения NAND флеш LUN к контроллеру, пропускная способность последовательно увеличена со 133 Мбит/с до 200 Мбит/с[4][5][6].
- 3.0 (2011) — пропускная способность увеличена до 400 Мбит/с[7].